# Shining Force: The Sword of Hajya
Shining Force: The Sword of Hajya (シャイニング・フォース外伝 II ～邪神の覚醒～?, Shainingu Fōsu Gaiden II: Jashin no kakusei, lett. "Shining Force Gaiden II: Il risveglio del Dio del male") è un videogioco di ruolo strategico pubblicato nel 1993 in Giappone e nel 1994 in America Settentrionale per console Sega Game Gear. Non va confuso con Shining Force II per Sega Mega Drive, dato che si tratta del sequel di Shining Force Gaiden per Game Gear, e non di Shining Force per Mega Drive.